# Grivče
Grivče é um assentamento localizado no município de Ajdovščina na Eslovênia. Possuía uma população estimada de 81 habitantes em 2020.